# Будинок Клуга
Буди́нок Клу́га (буди́нок з атла́нтами і каріати́дами) — колишній прибутковий будинок на вулиці Саксаганського, 96, у Києві.
За визначенням дослідників, будівля — яскравий архітектурний витвір доби історизму. Оздоблення фасаду соковитими архітектурними і скульптурними деталями робить споруду справжньою окрасою в забудові вулиці.
Внесений до реєстру пам'яток архітектури та містобудування місцевого значення.

## Історія

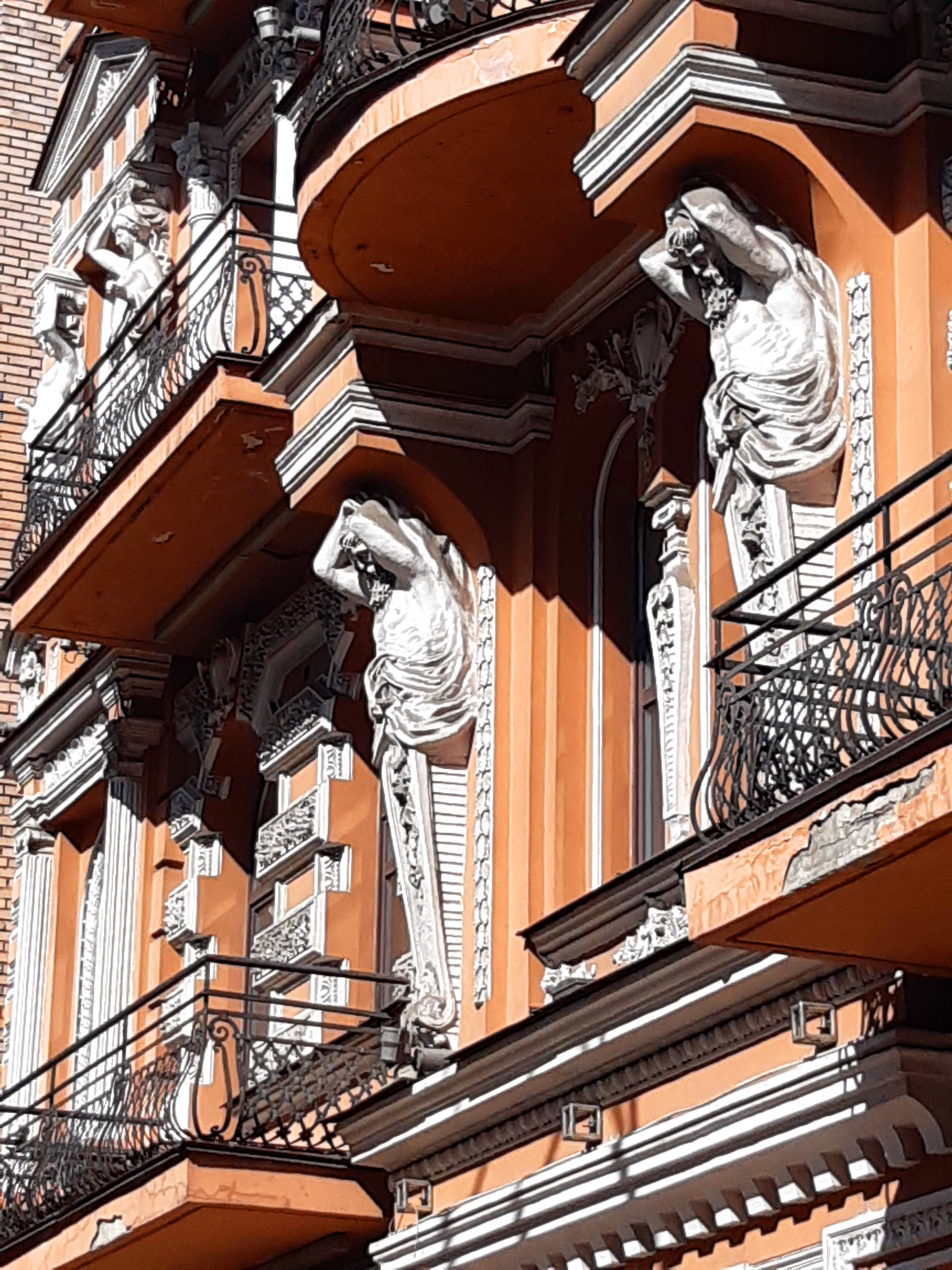
Атланти

У 1898—1899 роках технік-будівельник Мартин Клуг за власним проєктом збудував для себе прибутковий будинок.
1902 року у квартирі № 29 проживав Сергій Бердяєв, український громадський діяч, поет, прозаїк, літературний критик, перекладач-поліглот, театральний оглядач, журналіст, брат філософа Миколи Бердяєва, двоюрідний брат вченого і політичного діяча Сергія Подолинського.
У 1910—1917 роках у будинку мешкав Тимофій Лоначевський-Петруняка, професор, лікар-фармацевт, хімік, завідувач кафедри фармації та фармакогнозії медичного факультету Київського університету.

## Архітектура
Оздоблений у стилі історизму, з елементами французького ренесансу.
Чотириповерховий цегляний, тинькований, Г-подібний у плані будинок розташований на червоній лінії. Споруда має мансардні поверх і дах, пласкі залізобетонні перекриття. На кожному поверсі міститься по дві квартири.
Головний фасад, окрім першого поверху, вирішено симетрично. На правому фланзі — проїзд на подвір'я і вхід у сходову клітку, яка освітлюється верхнім світлом.
Центральна вісь фасаду акцентовано колонами композитного ордера. Їхні бази підтримують атланти. Між колонами на третьому поверсі розміщений напівкруглий балкон з первісними ажурними ґратами у вигляді кошика. Напівциркульна декоративна арка над верхніми вікнами спирається на каріатиди. Симетрія фасаду підкреслюється двома вертикальними рядами балконів. Бічні віконні та дверні прорізи декоровано лиштвою, рустом-брекчією і каріатидами. Другий поверх оздоблений напівколонами іонічного ордера, третій — напівколонами композитного ордера, четвертий — фільончастими пілястрами.
Перший поверх оформлений у вигляді своєрідного рустованого подіуму. Будинок пишно декорований ліпленим рослинним орнаментами, картушами і волютами. Фасад увінчений фризом і карнизною плитою. Обрамлення вікон мансардних приміщень вирішені у вигляді окремих кіосків із криволінійними та лучковими сандриками. Первісно центральна вісь завершувалась вежкою-маківкою, яка була втрачена. Частково збережено оздоблення інтер'єрів, зокрема оперезаний лавровим листям меандровий фриз у вестибюлі.

## Галерея

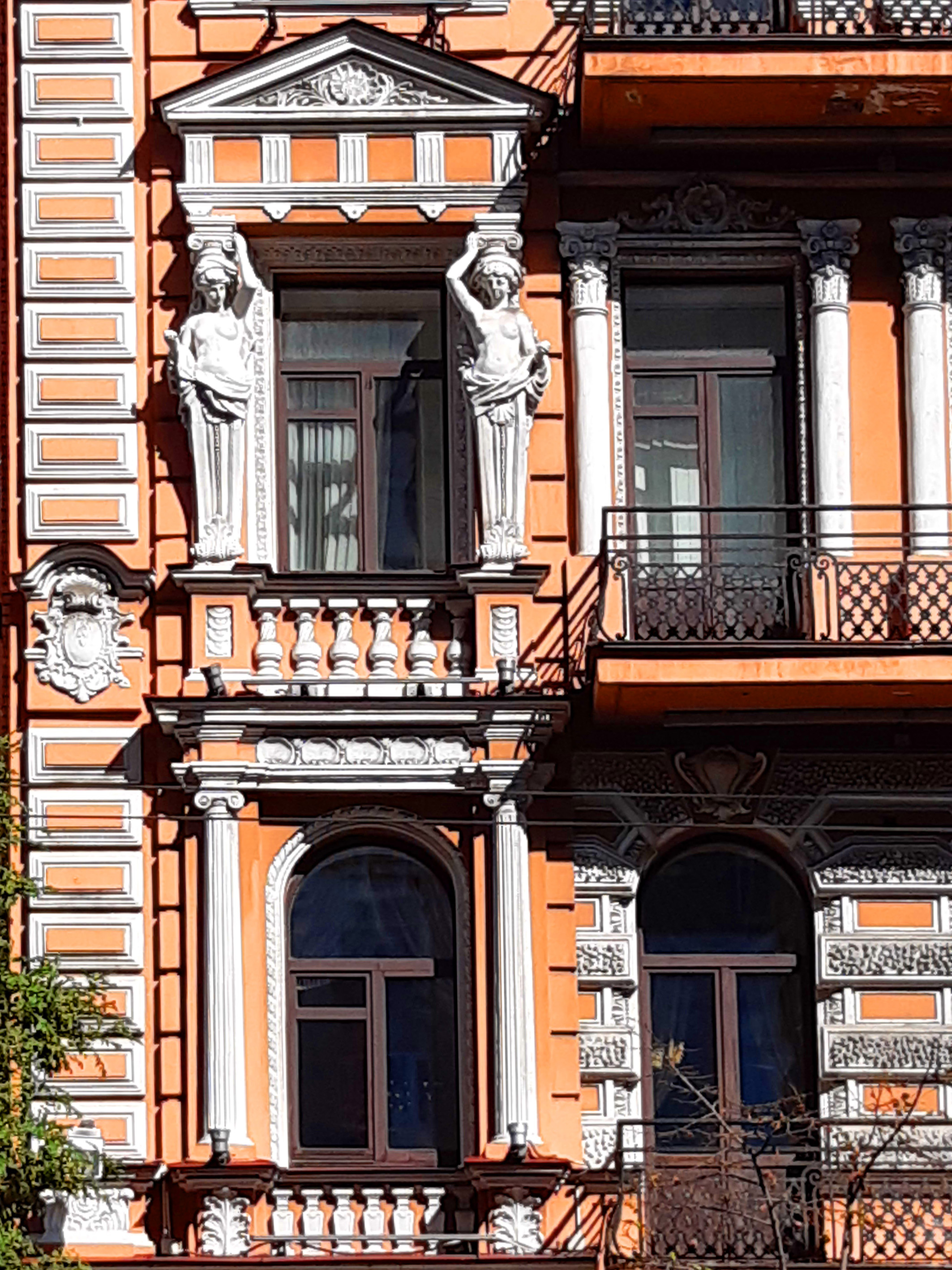
Каріатиди (лівий фланг будинку)
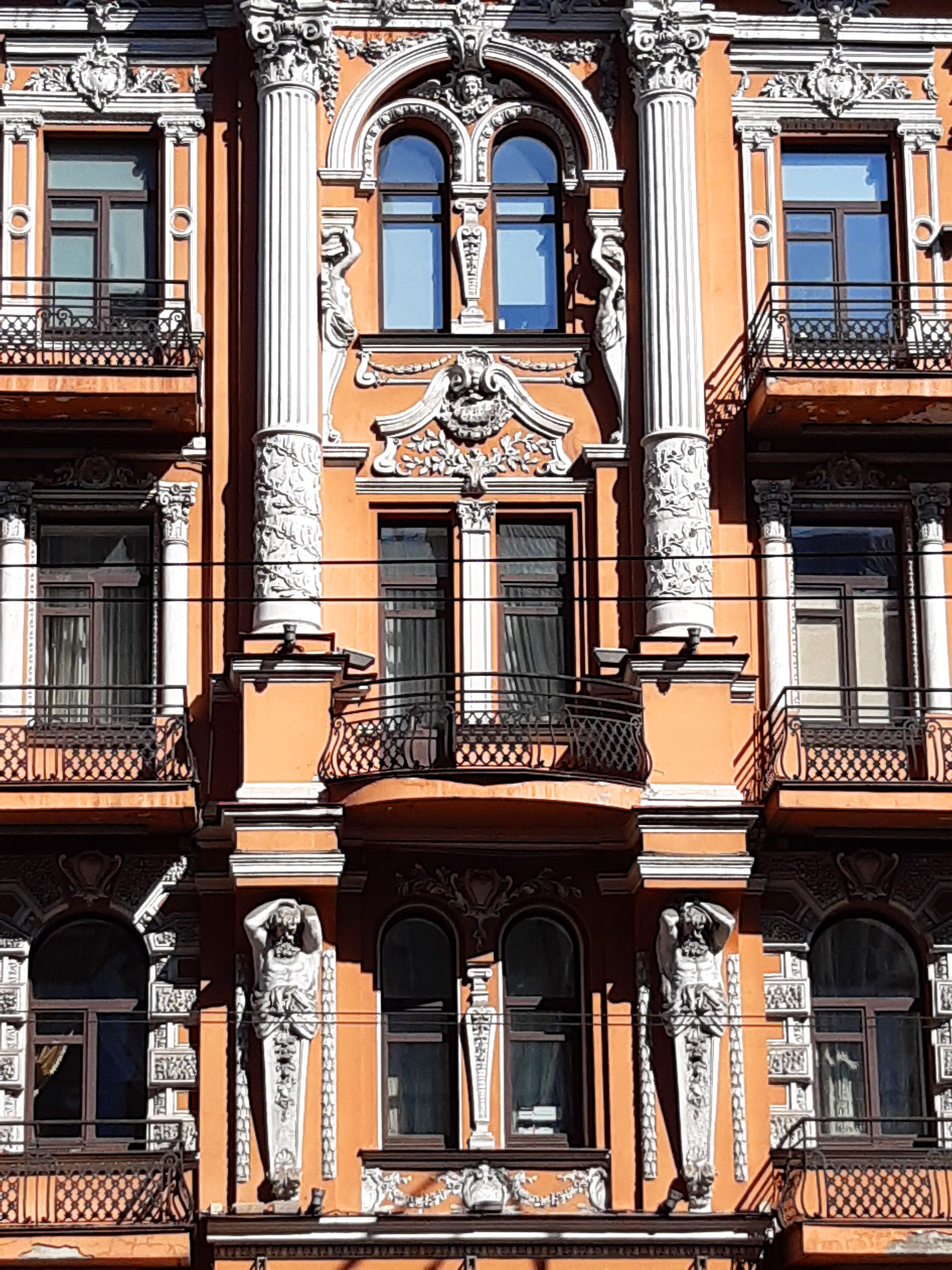
Колони композитного ордера, атланти, каріатиди (фасад)
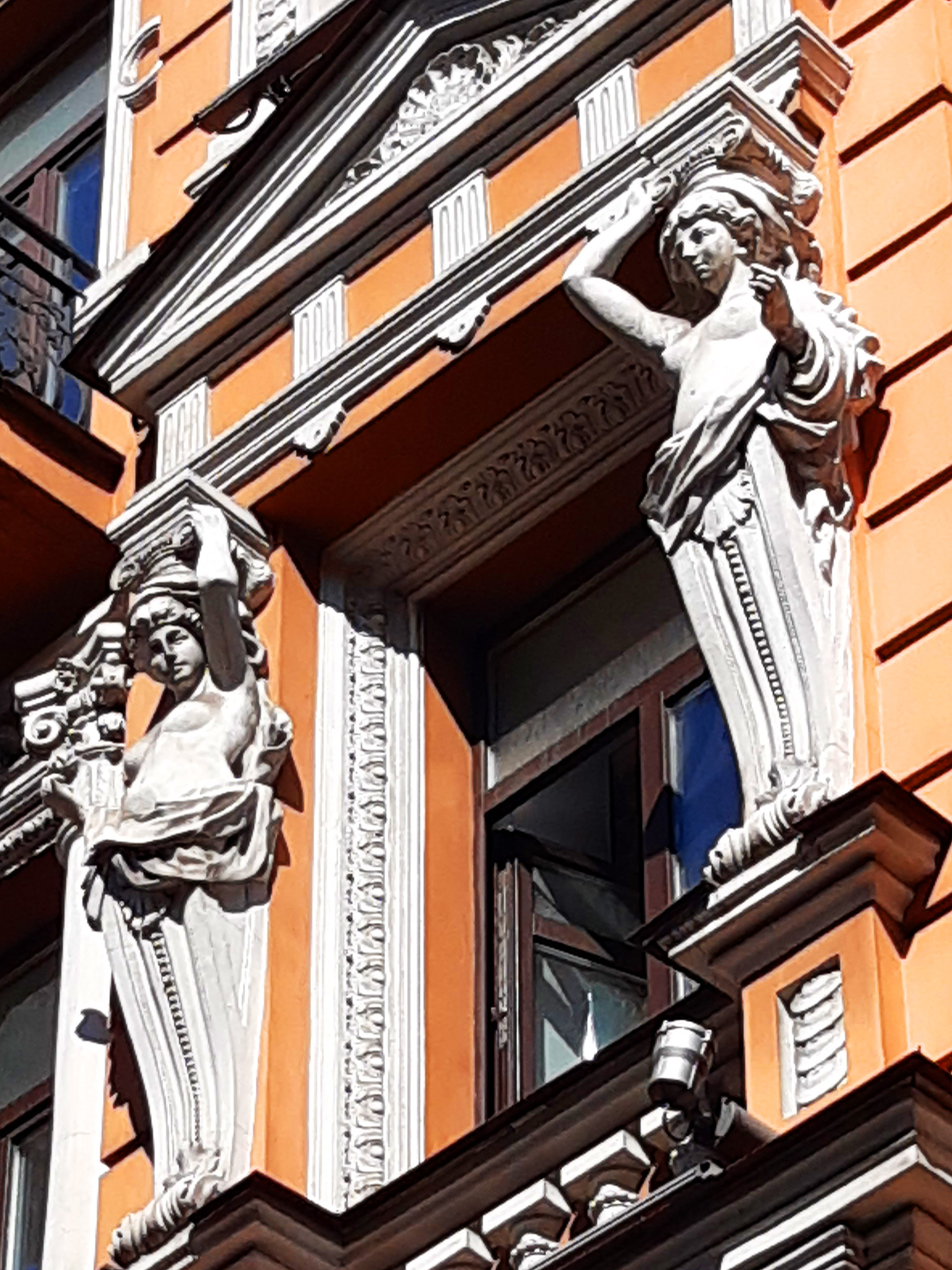
Каріатиди (правий фланг будинку)